# 23852 Laurierumker
23852 Laurierumker là một tiểu hành tinh vành đai chính với chu kỳ quỹ đạo là 1784.5305294 ngày (4.89 năm).
Nó được phát hiện ngày 14 tháng 9 năm 1998.